# Majestic International 1975
Majestic International 1975, також відомий під назвою Denver Women's Open,  — жіночий тенісний турнір, що відбувся на закритих кортах з килимовим покриттям Denver Auditorium Arena у Денвері (США). Належав до USTA–WTA Summer/Fall Circuit в рамках Туру WTA 1975. Турнір відбувся вчетверте і тривав з 22 вересня до 28 вересня 1975 року. Перша сіяна Мартіна Навратілова здобула титул в одиночному розряді й отримала за це 10 тис. доларів США.

## Фінальна частина

### Одиночний розряд
Мартіна Навратілова —  Керрі Меєр 4–6, 6–4, 6–3
- Для Навратілової це був 4-й титул за сезон і 5-й — за кар'єру.

### Парний розряд
Франсуаза Дюрр /  Бетті Стов —  Розмарі Касалс /  Мартіна Навратілова 3–6, 6–1, 7–6

## Розподіл призових грошей
| Дисципліна       | П       | F      | 3-тє   | 4-те   | ЧФ     | 1/8  | 1/16 | 1/32 |
| Одиночний розряд | $10,000 | $5,600 | $2,900 | $2,300 | $1,300 | $800 | $400 | $200 |